# Atletica leggera ai XVII Giochi paralimpici estivi - 100 metri piani T11 maschili
Ai XVII Giochi paralimpici estivi la competizione dei 100 metri piani maschili T11 si è svolta nei giorni 4 e 5 settembre 2024 presso lo Stade de France di Parigi.

## Situazione pre-gara

### Record
Prima di questa competizione, il record del mondo, il record paralimpico e i record continentali erano i seguenti.
| Record              | Prestazione    | Atleta                     | Data e luogo                              | Competizione                         |
| ------------------- | -------------- | -------------------------- | ----------------------------------------- | ------------------------------------ |
| Record mondiale     | 10"82          | Athanasios Ghavelas Grecia | 2 settembre 2021 Tokyo, Giappone          | XVI Giochi paralimpici estivi        |
| Record paralimpico  | 10"82          | Athanasios Ghavelas Grecia | 2 settembre 2021 Tokyo, Giappone          | XVI Giochi paralimpici estivi        |
| Record africano     | 11"11          | Ananias Shikongo Namibia   | 15 luglio 2023 Parigi, Francia            | Campionati mondiali paralimpici 2023 |
| Record africano     | 11"11          | Ananias Shikongo Namibia   | 11 settembre 2016 Rio de Janeiro, Brasile | XV Giochi paralimpici estivi         |
| Record panamericano | 10"92          | David Brown Stati Uniti    | 18 aprile 2014 Walnut, Stati Uniti        |                                      |
| Record asiatico     | 11"03          | Di Dongdong Cina           | 2 settembre 2021 Tokyo, Giappone          | XVI Giochi paralimpici estivi        |
| Record europeo      | 10"82          | Athanasios Ghavelas Grecia | 2 settembre 2021 Tokyo, Giappone          | XVI Giochi paralimpici estivi        |
| Record oceaniano    | Record vacante | Record vacante             | Record vacante                            | Record vacante                       |

### Campioni in carica
I campioni in carica a livello mondiale erano i seguenti.
| Campione    | Atleta                     | Prestazione | Data e luogo                     | Competizione                         |
| ----------- | -------------------------- | ----------- | -------------------------------- | ------------------------------------ |
| Paralimpico | Athanasios Ghavelas Grecia | 10"82       | 2 settembre 2021 Tokyo, Giappone | XVI Giochi paralimpici estivi        |
| Mondiale    | Di Dongdong Cina           | 11"28       | 23 maggio 2024 Kōbe, Giappone    | Campionati mondiali paralimpici 2024 |

### La stagione
Prima di questa gara, gli atleti con le migliori tre prestazioni mondiali dell'anno erano:
| Pos. | Atleta                     | Prestazione | Data e luogo                                |
| ---- | -------------------------- | ----------- | ------------------------------------------- |
| 1    | Timothee Adolphe Francia   | 11"05       | 13 luglio 2024 Albi, Francia                |
| 2    | Marcel Boettger Germania   | 11"22       | 6 luglio 2024 Leverkusen, Germania          |
| 3    | Athanasios Ghavelas Grecia | 11"26       | 13 febbraio 2024 Dubai, Emirati Arabi Uniti |

## Risultati

### Batterie
Il primo di ogni batteria (Q) più i 7 con i migliori tempi non ancora qualificati (q) avanzano nelle semifinali.
Le 5 batterie in programma sono state corse a partire dalle ore 10:12 del 4 settembre.

#### Batteria 1
| Pos.  | Corsia | Nome                                                | Nazionalità | Tempo           | Note                                     |
| ----- | ------ | --------------------------------------------------- | ----------- | --------------- | ---------------------------------------- |
| 1     | 7      | Timothee Adolphe Guida: Charles Renard              | Francia     | 11"19           | Q                                        |
| 2     | 5      | Ye Tao Guida: Tian Haoyu                            | Cina        | 11"56           | q                                        |
| 3     | 3      | Daniel Mendes da Silva Guida: Wendel Silva de Souza | Brasile     | 11"73           | Miglior prestazione personale stagionale |
| [ 4 ] | [ 4 ]  | [ 4 ]                                               | [ 4 ]       | Vento: −0,4 m/s | Vento: −0,4 m/s                          |

#### Batteria 2
| Pos.  | Corsia | Nome                                                 | Nazionalità                  | Tempo           | Note            |
| ----- | ------ | ---------------------------------------------------- | ---------------------------- | --------------- | --------------- |
| 1     | 5      | Athanasios Ghavelas Guida: Ioannis Nyfantopoulos     | Grecia                       | 11"16           | Q               |
| 2     | 7      | Guillaume Junior Atangana Guida: Donard Ndim Nyamjua | Atleti Paralimpici Rifugiati | 11"40           | q               |
| 3     | 3      | Chris Kinda Guida: Riwaldo Goagoseb                  | Namibia                      | 11"57           | q               |
| [ 5 ] | [ 5 ]  | [ 5 ]                                                | [ 5 ]                        | Vento: −0,1 m/s | Vento: −0,1 m/s |

#### Batteria 3
| Pos.  | Corsia | Nome                                                  | Nazionalità | Tempo           | Note                                     |
| ----- | ------ | ----------------------------------------------------- | ----------- | --------------- | ---------------------------------------- |
| 1     | 5      | Dongdong Di Guida: Jiageng Lian                       | Cina        | 11"24           | Q                                        |
| 2     | 3      | Eduardo Manuel Uceda Novas Guida: Diego Folgado Munoz | Spagna      | 11"37           | q                                        |
| 3     | 7      | Gauthier Makunda Guida: Joachim Berland               | Francia     | 12"06           | Miglior prestazione personale stagionale |
| [ 6 ] | [ 6 ]  | [ 6 ]                                                 | [ 6 ]       | Vento: +0,3 m/s | Vento: +0,3 m/s                          |

#### Batteria 4
| Pos.  | Corsia | Nome                                                              | Nazionalità    | Tempo           | Note            |
| ----- | ------ | ----------------------------------------------------------------- | -------------- | --------------- | --------------- |
| 1     | 7      | Santos Gonzales Enderson German Guida: Maza Caraballo Eubrig Jose | Venezuela      | 11"32           | Q               |
| 2     | 3      | Marcel Boettger Guida: Alexander Kosenkow                         | Germania       | 11"34           | q               |
| 3     | 1      | Joan Munar Martinez Guida: Guillermo Rojo Gil                     | Spagna         | 11"61           | q               |
| 4     | 5      | Emmanuel Grace Mouambako Guida: Sharon Victor Loussanga           | Rep. del Congo | 12"07           |                 |
| [ 7 ] | [ 7 ]  | [ 7 ]                                                             | [ 7 ]          | Vento: +0,4 m/s | Vento: +0,4 m/s |

#### Batteria 5
| Pos.  | Corsia | Nome                                                       | Nazionalità   | Tempo           | Note                                     |
| ----- | ------ | ---------------------------------------------------------- | ------------- | --------------- | ---------------------------------------- |
| 1     | 5      | Ananias Shikongo Guida: Even Tjiviju                       | Namibia       | 11"39           | Q                                        |
| 2     | 7      | Urganchbek Egamnazarov Guida: Sardor Bakhtiyorov           | Uzbekistan    | 11"68           | q                                        |
| 3     | 1      | Felipe Gomez de Souza Guida: Jonas Alexandre Silva de Lima | Brasile       | 11"69           |                                          |
| 4     | 3      | Mama Saliu Bari Guida: Klisman Semedo                      | Guinea-Bissau | 12"69           | Miglior prestazione personale stagionale |
| [ 8 ] | [ 8 ]  | [ 8 ]                                                      | [ 8 ]         | Vento: −0,1 m/s | Vento: −0,1 m/s                          |

#### Riepilogo
| Pos.  | Batteria | Nome                                                              | Nazionalità                  | Corsia | Pos. in B. | Tempo | Note                                     |
| ----- | -------- | ----------------------------------------------------------------- | ---------------------------- | ------ | ---------- | ----- | ---------------------------------------- |
| 1     | 2        | Athanasios Ghavelas Guida: Ioannis Nyfantopoulos                  | Grecia                       | 5      | 1          | 11"16 | Q                                        |
| 2     | 1        | Timothee Adolphe Guida: Charles Renard                            | Francia                      | 7      | 1          | 11"19 | Q                                        |
| 3     | 3        | Dongdong Di Guida: Jiageng Lian                                   | Cina                         | 5      | 1          | 11"24 | Q                                        |
| 4     | 4        | Santos Gonzales Enderson German Guida: Maza Caraballo Eubrig Jose | Venezuela                    | 7      | 1          | 11"32 | Q                                        |
| 5     | 4        | Marcel Boettger Guida: Alexander Kosenkow                         | Germania                     | 3      | 2          | 11"34 | q                                        |
| 6     | 3        | Eduardo Manuel Uceda Novas Guida: Diego Folgado Munoz             | Spagna                       | 3      | 2          | 11"37 | q                                        |
| 7     | 5        | Ananias Shikongo Guida: Even Tjiviju                              | Namibia                      | 5      | 1          | 11"39 | Q                                        |
| 8     | 2        | Guillaume Junior Atangana Guida: Donard Ndim Nyamjua              | Atleti Paralimpici Rifugiati | 7      | 2          | 11"40 | q                                        |
| 9     | 1        | Ye Tao Guida: Tian Haoyu                                          | Cina                         | 5      | 2          | 11"56 | q                                        |
| 10    | 2        | Chris Kinda Guida: Riwaldo Goagoseb                               | Namibia                      | 3      | 3          | 11"57 | q                                        |
| 11    | 4        | Joan Munar Martinez Guida: Guillermo Rojo Gil                     | Spagna                       | 1      | 3          | 11"61 | q                                        |
| 12    | 5        | Urganchbek Egamnazarov Guida: Sardor Bakhtiyorov                  | Uzbekistan                   | 7      | 2          | 11"68 | q                                        |
| 13    | 5        | Felipe Gomez de Souza Guida: Jonas Alexandre Silva de Lima        | Brasile                      | 1      | 3          | 11"69 |                                          |
| 14    | 1        | Daniel Mendes da Silva Guida: Wendel Silva de Souza               | Brasile                      | 3      | 3          | 11"73 | Miglior prestazione personale stagionale |
| 15    | 3        | Gauthier Makunda Guida: Joachim Berland                           | Francia                      | 7      | 3          | 12"06 | Miglior prestazione personale stagionale |
| 16    | 4        | Emmanuel Grace Mouambako Guida: Sharon Victor Loussanga           | Rep. del Congo               | 5      | 4          | 12"07 |                                          |
| 17    | 5        | Mama Saliu Bari Guida: Klisman Semedo                             | Guinea-Bissau                | 3      | 4          | 12"69 | Miglior prestazione personale stagionale |
| [ 9 ] |          |                                                                   |                              |        |            |       |                                          |

### Semifinali
Il primo di ogni semifinale (Q) più l'atleta con il tempo migliore non ancora qualificato (q) avanzano in finale.
Le 3 semifinali in programma sono state corse a partire dalle ore 20:58 del 4 settembre.

#### Semifinale 1
| Pos.   | Corsia | Nome                                                  | Nazionalità | Tempo           | Note                          |
| ------ | ------ | ----------------------------------------------------- | ----------- | --------------- | ----------------------------- |
| 1      | 3      | Athanasios Ghavelas Guida: Ioannis Nyfantopoulos      | Grecia      | 11"08           | Q                             |
| 2      | 7      | Eduardo Manuel Uceda Novas Guida: Diego Folgado Munoz | Spagna      | 11"34           | Miglior prestazione personale |
| 3      | 5      | Marcel Boettger Guida: Alexander Kosenkow             | Germania    | 11"36           |                               |
| 4      | 1      | Urganchbek Egamnazarov Guida: Sardor Bakhtiyorov      | Uzbekistan  | 11"75           |                               |
| [ 12 ] | [ 12 ] | [ 12 ]                                                | [ 12 ]      | Vento: +0,3 m/s | Vento: +0,3 m/s               |

#### Semifinale 2
| Pos.   | Corsia | Nome                                          | Nazionalità | Tempo           | Note            |
| ------ | ------ | --------------------------------------------- | ----------- | --------------- | --------------- |
| 1      | 3      | Timothee Adolphe Guida: Charles Renard        | Francia     | 11"11           | Q               |
| 2      | 5      | Ananias Shikongo Guida: Even Tjiviju          | Namibia     | 11"18           | q               |
| 3      | 7      | Ye Tao Guida: Tian Haoyu                      | Cina        | 11"50           |                 |
| 4      | 1      | Joan Munar Martinez Guida: Guillermo Rojo Gil | Spagna      | 11"61           | =               |
| [ 13 ] | [ 13 ] | [ 13 ]                                        | [ 13 ]      | Vento: +0,1 m/s | Vento: +0,1 m/s |

#### Semifinale 3
| Pos.   | Corsia | Nome                                                              | Nazionalità                  | Tempo           | Note            |
| ------ | ------ | ----------------------------------------------------------------- | ---------------------------- | --------------- | --------------- |
| 1      | 3      | Dongdong Di Guida: Jiageng Lian                                   | Cina                         | 11"13           | Q               |
| 2      | 5      | Santos Gonzales Enderson German Guida: Maza Caraballo Eubrig Jose | Venezuela                    | 11"27           | =               |
| 3      | 7      | Guillaume Junior Atangana Guida: Donard Ndim Nyamjua              | Atleti Paralimpici Rifugiati | 11"49           |                 |
| 4      | 1      | Chris Kinda Guida: Riwaldo Goagoseb                               | Namibia                      | 11"60           |                 |
| [ 14 ] | [ 14 ] | [ 14 ]                                                            | [ 14 ]                       | Vento: +0,2 m/s | Vento: +0,2 m/s |

#### Riepilogo
| Pos.   | Batteria | Nome                                                              | Nazionalità                  | Corsia | Pos. in B. | Tempo | Note                          |
| ------ | -------- | ----------------------------------------------------------------- | ---------------------------- | ------ | ---------- | ----- | ----------------------------- |
| 1      | 1        | Athanasios Ghavelas Guida: Ioannis Nyfantopoulos                  | Grecia                       | 3      | 1          | 11"08 | Q                             |
| 2      | 2        | Timothee Adolphe Guida: Charles Renard                            | Francia                      | 3      | 1          | 11"11 | Q                             |
| 3      | 3        | Dongdong Di Guida: Jiageng Lian                                   | Cina                         | 3      | 1          | 11"13 | Q                             |
| 4      | 2        | Ananias Shikongo Guida: Even Tjiviju                              | Namibia                      | 5      | 2          | 11"18 | q                             |
| 5      | 3        | Santos Gonzales Enderson German Guida: Maza Caraballo Eubrig Jose | Venezuela                    | 5      | 2          | 11"27 | =                             |
| 6      | 1        | Eduardo Manuel Uceda Novas Guida: Diego Folgado Munoz             | Spagna                       | 7      | 2          | 11"34 | Miglior prestazione personale |
| 7      | 1        | Marcel Boettger Guida: Alexander Kosenkow                         | Germania                     | 5      | 3          | 11"36 |                               |
| 8      | 3        | Guillaume Junior Atangana Guida: Donard Ndim Nyamjua              | Atleti Paralimpici Rifugiati | 7      | 3          | 11"49 |                               |
| 9      | 2        | Ye Tao Guida: Tian Haoyu                                          | Cina                         | 7      | 3          | 11"50 |                               |
| 10     | 3        | Chris Kinda Guida: Riwaldo Goagoseb                               | Namibia                      | 1      | 4          | 11"60 |                               |
| 11     | 2        | Joan Munar Martinez Guida: Guillermo Rojo Gil                     | Spagna                       | 1      | 4          | 11"61 | =                             |
| 12     | 1        | Urganchbek Egamnazarov Guida: Sardor Bakhtiyorov                  | Uzbekistan                   | 1      | 4          | 11"75 |                               |
| [ 15 ] |          |                                                                   |                              |        |            |       |                               |

### Finale
La finale si è tenuta il 5 settembre dalle ore 19:08.
| Pos.    | Corsia | Nome                                             | Nazionalità | Tempo | Note                                     |
| ------- | ------ | ------------------------------------------------ | ----------- | ----- | ---------------------------------------- |
| Oro     | 5      | Athanasios Ghavelas Guida: Ioannis Nyfantopoulos | Grecia      | 11"02 | Miglior prestazione personale stagionale |
| Argento | 3      | Timothee Adolphe Guida: Charles Renard           | Francia     | 11"05 | =                                        |
| Bronzo  | 7      | Dongdong Di Guida: Jiageng Lian                  | Cina        | 11"08 | Miglior prestazione personale stagionale |
| 4       | 1      | Ananias Shikongo Guida: Even Tjiviju             | Namibia     | 11"17 | Miglior prestazione personale stagionale |